# Proterhinus myrsineoides
Proterhinus myrsineoides is een keversoort uit de familie Belidae. De wetenschappelijke naam van de soort is voor het eerst geldig gepubliceerd in 1910 door Perkins.